# Черкезия, Отар Евтихиевич
Отар Евтихиевич Черкезия (груз. ოთარ ევტიხის ძე ჩერქეზია; 26 сентября 1933, Тбилиси — 2004, Москва) — советский и грузинский политик, председатель Совета Министров Грузинской ССР в период 1986—1989 годов.
Родился в тбилисском районе Чугурети. Член КПСС с 1955, в 1956 году окончил Грузинский политехнический институт. С 1956 года — руководитель одного из отделов ЦК комсомола Грузинской ССР, с 1961 — 1-й секретарь ЦК Комсомола Грузинской ССР, с 1967 года — первый секретарь районного комитета Коммунистической партии Грузии, с 1970 года — заведующий отделом ЦК КПГ, с 1973 года — заместитель, затем первый заместитель председателя совета Министров Грузинской ССР.
С 11 апреля 1986 по 29 марта 1989 года председатель Совета Министров Грузинской ССР.
Весной 1987 года встречал в Тбилиси Маргарет Тэтчер во время ее визита в СССР.
Депутат Верховного Совета СССР 11 созыва. Народный депутат СССР от Очамчирского городского национально-территориального избирательного округа № 489 Абхазской АССР.
С ноября 1989 года — руководитель отдела Секретариата Верховного Совета СССР.
В 1990-х и начале 2000-х лет работал в грузинском посольстве в Москве, занимал должность посланника. После выхода на пенсию остался жить в России. Скончался в Москве в октябре 2004 года.
Дочь — Елена Черкезия-Баканидзе (род. 1968). Внук Александр Баканидзе (род. 1993).